# Polydora colonia
Polydora colonia är en ringmaskart som beskrevs av Moore 1907. Polydora colonia ingår i släktet Polydora och familjen Spionidae. Inga underarter finns listade i Catalogue of Life.